# Swistbucht
Die Swistbucht (vereinzelt auch Swistgraben und Swistsenke)  ist ein Naturraum im Südwesten des Rhein-Sieg-Kreises in Nordrhein-Westfalen und im nördlichen Teil des Landkreises Ahrweiler in Rheinland-Pfalz. Sie bildet den südöstlichen Zipfel der Zülpicher Börde als Teil der Niederrheinischen Bucht und wird der Rheinbacher Lössplatte zugeordnet, kulturlandschaftlich ist sie Teil der Voreifel.

## Landschaftscharakteristik
Bei der Swistbucht handelt es sich um ein flachwelliges, im Südwesten bei Gelsdorf bis über 200 m ü. NHN ansteigendes Gebiet, das von einigen Bächen in nordöstlicher Richtung zum Swistbach entwässert wird. Bei Meckenheim gibt es aufgrund der günstigen klimatischen Voraussetzungen einen intensiven Obstanbau und ausgedehnte Baumschulkulturen, womit diese Region ein sich von der restlichen Börde abhebendes Kulturlandschaftsbild aufweist.
Dem Naturraum lassen sich innerhalb des Rhein-Sieg-Kreises die Stadt Rheinbach einschließlich der Stadtteile Ramershoven, Wormersdorf und (in Randlage) Flerzheim sowie ein westlicher Teil der Stadt Meckenheim mit ihren Stadtteilen Ersdorf und Altendorf zurechnen. Im Landkreis Ahrweiler gehören die Grafschafter Ortschaften Gelsdorf und Eckendorf zum Naturraum, während er bei Vettelhoven bereits in das Grafschafter Lösshügelland übergeht, das in der naturräumlichen Gliederung gemeinsam mit dem weiter nördlich ebenfalls angrenzenden Oberwinterer Terrassen- und Hügelland und der anschließenden Kottenforstterrasse zum (Unteren) Mittelrheingebiet gerechnet wird. Im Südwesten wird die Swistbucht vom Nordöstlichen Eifelfuß, einem Teil der Osteifel, begrenzt.
Neben einem schmalen Streifen bei Rolandswerth am Eingang zur Kölner Bucht ist die Swistbucht bei Gelsdorf und Eckendorf als Bestandteil der Niederrheinischen Bucht das einzige Gebiet von Rheinland-Pfalz, das im Rahmen der Aufteilung Deutschlands in naturräumliche Großregionen zum Norddeutschen Tiefland zählt und dessen am südlichsten gelegenes Gebiet überhaupt.

## Geologie
In geologischer Hinsicht ist die Swistbucht eine durch tektonische Vorgänge entstandene seichte Vertiefung sowie eine recht breite, aber vergleichsweise wenig ausgeräumte Spülmulde, die als windschiefe Lössebene auf einem Sockel von Hauptterrassen- und Eifelkiesen ausgeprägt ist. Sie soll eine frühere Abflussrinne der Ahr gewesen und dabei die Talentwicklung auf einem relativ frühen Stadium stehen geblieben sein.